# منتخب أستراليا للكورفبال
منتخب أستراليا للكورفبال (بالإنجليزية: Australia national korfball team)‏ هو ممثل أستراليا الرسمي في المنافسات الدولية في كرة السلة الهولندية .